# Vitaly Kovalenko
Vitaly Aleksandrovich Kovalenko (em russo:  Виталий Александрович Коваленко; Moscou, 17 de março de 1934) é um ex-jogador de voleibol da Rússia que competiu pela União Soviética nos Jogos Olímpicos de 1964.
Em 1964 ele fez parte do time soviético que ganhou a medalha de ouro no torneio olímpico, tendo jogado em cinco partidas.